# Hassan Taftian
Hassan Taftian (in persiano حسن تفتیان‎; Torbat-e Heydariyyeh, 4 maggio 1993) è un velocista iraniano.

## Palmarès
| Anno | Manifestazione             | Sede           | Evento      | Risultato  | Prestazione | Note                                     |
| ---- | -------------------------- | -------------- | ----------- | ---------- | ----------- | ---------------------------------------- |
| 2010 | Mondiali juniores          | Moncton        | 100 m piani | Semifinale | 10"89       |                                          |
| 2012 | Mondiali juniores          | Barcellona     | 100 m piani | Semifinale | 10"46       |                                          |
| 2013 | Campionati asiatici        | Pune           | 100 m piani | 8º         | 10"54       |                                          |
| 2013 | Mondiali                   | Mosca          | 100 m piani | Batteria   | 10"57       |                                          |
| 2014 | Mondiali indoor            | Sopot          | 60 m piani  | Semifinale | 6"67        | Miglior prestazione personale            |
| 2014 | Giochi asiatici            | Incheon        | 100 m piani | Semifinale | 10"50       |                                          |
| 2014 | Giochi asiatici            | Incheon        | 200 m piani | 8º         | 21"24       |                                          |
| 2015 | Mondiali                   | Pechino        | 100 m piani | Semifinale | 10"20       |                                          |
| 2016 | Campionati asiatici indoor | Doha           | 60 m piani  | Oro        | 6"56        |                                          |
| 2016 | Giochi olimpici            | Rio de Janeiro | 100 m piani | Semifinale | 10"23       |                                          |
| 2017 | Campionati asiatici        | Bhubaneswar    | 100 m piani | Oro        | 10"25       |                                          |
| 2017 | Campionati asiatici        | Bhubaneswar    | 200 m piani | Semifinale | 21"18       |                                          |
| 2017 | Mondiali                   | Londra         | 100 m piani | Batteria   | 10"34       |                                          |
| 2018 | Campionati asiatici indoor | Teheran        | 60 m piani  | Oro        | 6"51        | Record dei campionati · Record nazionale |
| 2018 | Mondiali indoor            | Birmingham     | 60 m piani  | 5º         | 6"53        |                                          |
| 2018 | Giochi asiatici            | Giacarta       | 100 m piani | 8º         | 10"19       |                                          |
| 2018 | Giochi asiatici            | Giacarta       | 200 m piani | Semifinale | 21"47       |                                          |
| 2019 | Campionati asiatici        | Doha           | 100 m piani | Finale     | dns         |                                          |
| 2019 | Mondiali                   | Doha           | 100 m piani | Batteria   | 10"24       |                                          |
| 2021 | Giochi olimpici            | Tokyo          | 100 m piani | Batteria   | 10"19       | Miglior prestazione personale stagionale |
| 2022 | Mondiali indoor            | Belgrado       | 60 m piani  | Batteria   | 6"74        | Miglior prestazione personale stagionale |
| 2023 | Campionati asiatici        | Bangkok        | 100 m piani | Bronzo     | 10"23       |                                          |
| 2023 | Mondiali                   | Budapest       | 100 m piani | Batteria   | 10"17       |                                          |
| 2024 | Giochi olimpici            | Parigi         | 100 m piani | Batteria   | 10"18       | Miglior prestazione personale stagionale |
| 2025 | Campionati asiatici        | Gumi           | 100 m piani | 8º         | 10"41       |                                          |